# Curit
Curitul este un oxid de uraniu și plumb cu formula chimică: Pb3(UO2)8O8(OH)6·3(H2O). A fost descoperit în anul 1921. Este un mineral secundar, produs de alterare a uraninitului.

## Etimologie
Numele provine de la fizicienii Marie Curie și Pierre Curie care sunt cunoscuți pentru implicarea în domeniul radioactivității.

## Răspândire
Curitul se găsește în:SUA, Republica Democrată Congo, Australia, Franța  ,Germania și Republica Cehă.